# Gobernación de Mazovia
La gobernación de Mazovia (en ruso: Мазовская Губерния, en polaco: gubernia mazowiecka) era una unidad administrativa (gubernia) de la Polonia de Congreso.
Fue creada en 1837 a partir del voivodato de Mazovia; en 1844 fue fusionada con la de Varsovia.